# Teatro do Bebé
O Teatro do Bebé é uma companhia circo-teatro que atua desde a década de 1980 no estado do Rio Grande do Sul, levando alegria ao público com o palhaço Bebé e sua trupe. A Companhia mantém a tradição da família no ramo artístico, com mais de 90 anos de inteira dedicação ao teatro mambembe. Em 2009, o Teatro do Bebé foi contemplado com o Prêmio Funarte, com o projeto "Vem que tem riso no circo".
José Ricardo de Almeida, o Bebé, é filho de José Epaminondas de Almeida, que se apresentava nas lavouras de café, no interior paulista, ao lado da irmã, Isolina, fazendo a dupla caipira Nhô Bastião e Nh’ana. Além disso, é irmão de José Maria de Almeida (já falecido), o palhaço Serelepe, que, desde 1962, havia sido responsável pelo Teatro Serelepe, atualmente, sob a responsabilidade de Marcelo Benvenuto de Almeida, o novo palhaço Serelepe.

## Teatro
O teatro dito culto nos moldes em que é conhecido hoje em dia nasceu na Grécia antiga, atribuindo-se a Tespis a precedência no que se refere à itinerância, haja vista que o dramaturgo apresentava peças sobre uma carroça, conhecida como o “carro de Téspis”, podendo-se, contudo, admitir que ele tenha tido antecessores.
O filósofo de Estagira, Aristóteles, dedicou boa parte de suas reflexões às tragédias, especialmente aquelas compostas por Ésquilo, Sófocles e Eurípedes, que constituem a gênese da tradição do teatro clássico. Reconhecia, em sua Poética, aspectos relevantes como a mimese, ou imitação da realidade feita arte, e a catarse, purgação obtida através da representação dessas peças. As lágrimas e os risos encontram-se, na contemporaneidade, presentes nos textos representados pelos teatros itinerantes, como é o caso do Teatro do Bebé, configurados em peças como os melodramas ou em comédias propriamente ditas.
Desde a independência política do Brasil em 1822 e da instauração do movimento romântico, a partir de 1836, a produção teatral brasileira tem sido rica, desigual e variada, reunindo nomes como Gonçalves de Magalhães, precursor do teatro nacional; Martins Pena, o primeiro comediógrafo; Machado de Assis; França Junior; Artur Azevedo; Qorpo Santo; Coelho Neto; Oswald de Andrade e mais: “Nelson Rodrigues, Jorge Andrade, Ariano Suassuna e Gianfrancesco Guarnieri [que] trouxeram (...) até o momento, as contribuições mais efetivas e continuadas à dramaturgia brasileira contemporânea”.
A importância dos teatros itinerantes no contexto brasileiro é reconhecida, em especial, por Decio de Almeida Prado, em sua obra O teatro brasileiro moderno, quando anota que a efervescência cultural do Rio de Janeiro determinava a encenação semanal de novas peças, exigindo que os atores permanecessem na capital da República para dar conta de novos textos, novas representações. Assim sendo, a determinada distância daquela cidade, os textos sofriam adaptações, cortes de falas, de atores, de figurinos e eram levados ao palco, particularmente, por artistas mambembes que excursionavam pelo país, disseminando cultura.
Em sua origem, o teatro itinerante, porém, traz a essência do circo – que nascera na Inglaterra como entretenimento para a aristocracia e que, paulatinamente, acrescentara novas atrações. Assim sendo, conforme Daniele Pimenta explica que, de início, pantomimas foram sendo apresentadas no picadeiro circense, até que houve a instalação de um palco e o circo configurou-se como circo-teatro, ampliando o leque de peças encenadas, o que inclui melodramas, adaptações de filmes e romances, farsas, comédias.

## Origens
José Ricardo de Almeida estreou muito jovem no meio artístico, ainda no período em que o pai era responsável pelo teatro, tendo atuado, pela primeira vez, na peça “Marcelino, pão e vinho”. Porém, o falecimento de José Epaminondas determinou o seu afastamento, levando-o a acompanhar a mãe, passando a residir na cidade de Curitiba, onde estudou em colégio, no regime de internato, comandado por uma ordem religiosa.
Ainda muito jovem, no entanto, retornou ao teatro, sob o comando do irmão José Maria, o palhaço Serelepe. Dividia-se, então, entre a atuação em pequenos papéis no palco e os serviços gerais do teatro, com a pintura de cenários e as funções de contrarregra. Sua atuação como o escravo Tico-tico na peça “A mestiça”, contudo, chamou a atenção sobre os seus dotes humorísticos e o irmão convidou-o a atuar como palhaço nas sessões infantis realizadas durante o dia. Aos poucos, aflorou o desejo de fazer graça nas sessões noturnas, com o teatro lotado, o que acabou acontecendo na cidade de São José do Norte (RS).
O teatro do Bebé iniciou suas atividades em Cacequi, interior do Rio Grande do Sul, através de um livro de ouro instituído pela comunidade para que fosse comprada a lona que o abrigaria. O trabalho exaustivo tem se estendido, desde então, por várias cidades do interior gaúcho e o elenco é formado basicamente por José Ricardo, sua esposa Ana Maria, com quem se casou em 1972, na cidade de Faxinal do Soturno, bem como os filhos do casal, netos, sobrinhos, além de alguns artistas contratados.

## Atuação
Em 1999, para a composição do livro Palhaços, Mario Bolognesi acompanhou as apresentações do Teatro do Bebé na cidade de Restinga Seca (RS):
Em 7 de fevereiro de 1999, o Circo-Teatro do Bebé foi visitado na cidade de Restinga Seca, no Estado do Rio Grande do Sul. O circo dedica-se exclusivamente à encenação teatral, com predomínio das comédias, mantendo viva a prática do circo-teatro, que foi das mais vigorosas no Brasil. A casa de espetáculos é feita de uma lona nova, quadrada, de sistema tensionado, nas dimensões de 21 x 21 metros. A platéia é composta apenas por cadeiras e o chão está recoberto por um tablado. O palco é frontal e tem uma cortina arredondada e dourada. Tudo é muito bem cuidado.(2003, p. 163)
O pesquisador observou comédias e dramas, ressaltando uma clara preferência pelo riso, verificando que o espetáculo ocorria depois das 21h, visava, particularmente, à descontração do público, procurando ridicularizar as estruturas sociais, familiares, em uma espécie de recompensa e apaziguamento diante das agruras diárias.
Darlan De Malmann Marchi anota que os motivos do riso provocado pelo palhaço Bebé estão exatamente na desconstrução e questionamento dos papéis sociais. Marchi estuda o referido teatro considerando-o como uma forma de conservação da memória popular, destacando uma característica do teatro itinerante, já evidenciada nos estudos de Ermínia Silva, isto é, um repertório cujos textos são repassados de pai para filho, instituindo uma memória familiar, e a montagem dos espetáculos feita sob uma lona.
Em geral, as apresentações do Teatro do Bebé ocorrem na região litorânea do Rio Grande do Sul, sobretudo no verão. Além disso, o grupo percorre o estado, tendo também se apresentado nos estados de Santa Catarina e Paraná em diversas oportunidades.